# Chiesa del Santissimo Nome di Maria (Poggio Rusco)
La chiesa del Santissimo Nome di Maria è la parrocchiale di Poggio Rusco, in provincia e diocesi di Mantova; fa parte del vicariato foraneo Madonna della Comuna.

## Storia
Secondo la tradizione, la primitiva chiesa di Poggio Rusco, che aveva il titolo di Santa Maria Alba, fu fondata da Matilde di Canossa, ma tale storia sembrerebbe infondata, non essendoci documenti dell'epoca che suffragano questa tesi.
Nelle Constitutiones synodales del 1610 si legge che il vicariato foraneo di Poggio comprendeva, oltre alla parrocchia madre di Santa Maria Alba di Poggio, anche quelle di San Michele Arcangelo di Mullo, di San Giovanni del Dosso e di San Pietro Apostolo di Magnacavallo.

Da un documento datato 1676 s'apprende che la chiesa aveva come filiali gli oratori di Quattro Case, dello Stroppiaro, di San Ludovico e del Cantone.
La prima pietra dell'attuale parrocchiale venne posta il 26 maggio 1748; il nuovo edificio, progettato da Carlo Nicolini, fu terminato verso il 1770. Nel frattempo, nel 1767 era stata demolita l'antica chiesa di Santa Maria Alba per riutilizzare i suoi materiali nella nuova.
Nel 1828 venne eretto il campanile.
Nella prima metà del XIX secolo il vicariato di Poggio Rusco fu soppresso e diviso tra quelli di Revere e di Sermide.
L'interno della struttura fu ridipinto nel 1988; il terremoto dell'Emilia del 2012 danneggiò sia la chiesa che il campanile, che vennero restaurati tra il 2013 ed il 2014.

## Interno
Opere di pregio conservate all'interno della chiesa sono la pala di San Giuseppe, opera del 1782 di 
Saverio Dalla Rosa, il quale realizzò anche la tela del 1785 con i santi Francesco, Antonio e Teresa, il marmoreo altare maggiore, impreziosito da una pala raffigurante la Vergine Assunta, eseguita nel XVIII secolo da mano ignota, e il lampadario in ferro battuto, costruito dal quistellese Giuseppe Gorni.